# Personaggi di Kaito Kid
Questa è la lista dei personaggi principali e secondari della serie manga e anime Kaito Kid, creata da Gōshō Aoyama. Quasi tutti i personaggi compaiono anche in Detective Conan, altro manga dello stesso autore.

## Personaggi principali

### Kaito Kuroba
Kaito Kuroba (黒羽 快斗?, Kuroba Kaito), alias Kaito Kid (怪盗キッド?, Kaitō Kiddo) (17 anni), è il protagonista della serie. Ragazzo liceale, esperto di trucchi di magia, un giorno scopre che il defunto padre, famoso prestigiatore, era il ladro conosciuto come Kaito Kid, che gli ha lasciato tutto l'occorrente per prendere il suo posto e che è stato ucciso. Da allora compie diversi furti caratterizzati dall'utilizzo di giochi di prestigio, dalle lettere di sfida che invia per annunciare ogni furto e dal suo costume bianco con mantello, cappello a cilindro e monocolo, vivendo nel contempo la sua normale vita da liceale. È innamorato della sua amica e compagna di classe Aoko. Nella versione italiana dell'episodio 219 di Detective Conan, tratto da Kaito Kid, è chiamato erroneamente Kaìto Kurobane. Compare spesso in Detective Conan, dove Conan Edogawa cerca di catturarlo, ma lui riesce a scappare dopo che il piccolo detective scopre i suoi trucchi. In questo manga, lancia spesso sfide al vecchio Jirokichi Suzuki.

### Aoko Nakamori

Aoko Nakamori nell'episodio 219 dell'anime Detective Conan.

Doppiata in giapponese da Yukiko Iwai (Detective Conan episodio 76), Minami Takayama (Detective Conan episodio 219 e OAV 4), Ayumi Fujimura (Magic Kaito), Mao Ichimichi (Magic Kaito 1412 e Detective Conan film 27), e in italiano da Elisabetta Spinelli (Detective Conan), Francesca Bielli (Magic Kaito 1412).
Aoko Nakamori (中森 青子?, Nakamori Aoko) (17 anni) è la protagonista femminile della serie. Figlia dell'ispettore Nakamori, è amica di infanzia di Kaito, del quale è innamorata, ma con cui litiga spesso. Non conosce l'identità di Kaito Kid e vorrebbe che suo padre lo catturasse. Insieme a Kaito, Akako, Keiko e Saguru, frequenta la classe 2ªB nel liceo Ekoda. Ha la tendenza infantile a riferirsi a se stessa in terza persona e nella versione italiana del manga chiama suo padre, l'ispettore Ginzo Nakamori, "babbo". Abita in una casa nel quartiere di Toshima.
È una ragazza gentile e premurosa, ma si comporta spesso in modo infantile ed è molto irascibile. Infatti, litiga sempre con Kaito, ma a lui piace il suo lato scontroso. È dotata di notevole intelligenza, come dimostra nel primo capitolo nel manga, quando risolve correttamente i problemi di matematica alla lavagna, mentre insegue Kaito. Talvolta, soffre di mancanza di autostima. Per esempio, per provare che Kaito non è Kid, gli chiede di uscire con lei lo stesso giorno previsto per uno dei furti del ladro; quando Kaito le chiede perché dovrebbe uscire con una ragazza così brutta, risponde che sa di non essere bella, ma che lo prega di accettare ugualmente il suo invito.
Il suo nome di battesimo in giapponese significa "bambina blu", in contrapposizione con quello di Akako, che invece significa "bambina rossa". Suo padre l'ha chiamata così per il colore dello zaffiro, la sua pietra zodiacale: da questo si deduce che è nata nel mese di settembre.
È comparsa una volta anche in Detective Conan, nei file 6 e 9 del volume 16 (episodio speciale 76 dell'anime, 78-79 secondo la numerazione italiana, sebbene nella versione italiana compaia solo la prima volta, nell'episodio 78, non essendo mai stato trasmesso l'epilogo). Compare anche nel quarto oav di Detective Conan e nella prima e seconda parte dell'episodio speciale 219 (235-236 secondo la numerazione italiana), tratti però tutti e due dal manga Kaito Kid. Nell'adattamento italiano dell'episodio 219, l'unico in cui è nominata in Detective Conan, il suo nome non è Aoko ma Seiko. 
In un altro manga di Gōshō Aoyama, Yaiba, viene solo citata nell'ultimo capitolo, ambientato nel presente di Kaito Kid, tre anni dopo la storia principale del penultimo capitolo di Yaiba, in cui Keiko Momoi afferma che "Kuroba della sezione B e Nakamori della sezione F stanno insieme!"
Un suo prototipo appare nella storia breve di Gōshō Aoyama Sarigenaku Lupin (さりげなくルパン?, Sarigenaku Rupan, "Lupin per caso"), che fa parte della raccolta Aoyama Gōshō tanpenshū. In questa versione, viene chiamata Aoko Holmes ed è una detective liceale che ha fondato un proprio club per detective.

### Ginzo Nakamori
Ginzo Nakamori (中森 銀三?, Nakamori Ginzō) (41 anni) è il coprotagonista della serie. Ispettore (警部?, keibu) di polizia, s'impegna molto per catturare Kaito Kid, che però riesce sempre ad ingannarlo, facendogli fare una figura da imbranato. Compare spesso anche in Detective Conan.

### Konosuke Jii
Doppiato in giapponese da Kaneta Kimotsuki (Detective Conan episodio 219), Yōsuke Akimoto (Detective Conan episodio 356), Kōji Yada (Magic Kaito), Michio Hazama (Magic Kaito 1412), Akio Suyama (da giovane, nel film 19 di Detective Conan), Akio Nojima (The Culprit Hanzawa), e in italiano da Enrico Bertorelli (Detective Conan episodi 235-236), Mario Scarabelli (Magic Kaito 1412), Mario Zucca (The Culprit Hanzawa).
Konosuke Jii (寺井 黄之助?, Jii Kōnosuke) (61 anni) è il maggiordomo della famiglia Kuroba e il titolare del locale con sala da biliardo "Blue Parrot" di Tokyo. Piuttosto anziano, assisteva nei furti Toichi e ora assiste Kaito. Nel primo capitolo, Jii compie due furti con il costume di Kaito Kid, a otto anni dalla scomparsa di Toichi, per tentare di attirare i responsabili della sua morte. Kaito lo insegue, dopo aver trovato il costume di suo padre, e così conosce Jii e si fa raccontare la verità, anche se Jii afferma che aveva promesso a Toichi di mantenere segreta la sua identità. Nel manga è presente una contraddizione riguardo alla data del primo incontro tra Toichi e Jii: nell'Episodio pilota inedito: Il giocatore e il prestigiatore si afferma che tredici anni prima i due non si conoscevano ancora, mentre nel capitolo Phantom Lady (2ª parte) viene mostrato un flashback risalente a diciotto anni prima, e Jii aiutava già Toichi. Alla fine del capitolo Black Star (2ª parte) del quarto volume, si vede che Kaito parla con Jii come se si fossero rincontrati dopo che lui si è "trasferito", mentre la storia di quel capitolo era un flashback e ora Kaito sta per tentare di rubare il gioiello "Black Star", appartenente alla famiglia di Sonoko Suzuki, cosa che avverrà alla prima comparsa di Kaito Kid in Detective Conan (volume 16, file da 6 a 9; episodio speciale 76 dell'anime, 78-79 secondo la numerazione italiana). In Detective Conan compare occasionalmente un "complice di Kid", ma il suo volto è raramente visibile per intero; da notare che nell'episodio speciale 515 dell'anime (564 secondo la numerazione italiana) il suo volto, seppur parzialmente oscurato, è disegnato simile a quello di Kaito, mentre nel corrispondente capitolo del manga (file 4 del volume 61) si riconosce chiaramente Jii.
Nel diciassovesimo film di Detective Conan viene raccontata la storia della sua giovinezza al tempo della seconda guerra mondiale. Il milionario Koyata Yamamoto lo assunse come domestico della sua villa di Ashiya e portava già gli occhiali. Il suo primo amore fu Umeno, la giovane padrona della casa, ma era segretamente innamorata del carpentiere Kyōsuke Azuma, che aveva già una famiglia. Il 6 agosto 1945, prima di finire carbonizzato tra le fiamme del bombardamento, Azuma affidò il capolavoro a Umeno, confidando che un giorno, in Giappone, il museo di cui parlava il suo maestro Saneatsu Mushanokōji lo avrebbe mostrato al mondo intero. Jii assistette all'intera scena, portando in salvo Umeno e il dipinto. Per proteggerlo dalle forze alleate, il dipinto fu spacciato per un'imitazione e poi trasportato in Europa, per essere nascosto in un vecchio cottage ad Arles, nel sud della Francia. Grazie al suo racconto, un anno prima, Kōichi e Kōji, nipoti gemelli di Azuma, lo ritrovarono dopo una lunga ricerca. Durante la mostra, travestito dalla guardia del corpo Zengo Goto, piange felice quando vede sul monitor Umeno commossa rivedendo il dipinto.

### Akako Koizumi
Doppiata in giapponese da Megumi Hayashibara (Detective Conan episodio 219 e OAV 1), Miyuki Sawashiro (Magic Kaito), Eri Kitamura (Magic Kaito 1412), e in italiano da Loredana Nicosia (Detective Conan), Gea Riva (Magic Kaito 1412).
Akako Koizumi (小泉 紅子?, Koizumi Akako) (17 anni) è una compagna di classe di Kaito, Aoko e Keiko al liceo Ekoda. Tuttavia, non è una ragazza come le altre, essendo una strega, che sa usare vera magia ed è l'erede legittima dei segreti della magia rossa. Vive in una grande villa fuori mano insieme al suo fedele servo, un uomo brutto che assomiglia al personaggio di vari film dell'orrore Igor.
Modellata sulla matrigna di Biancaneve, Akako è una vera maestra di magia nera ed è perfino in grado di parlare con Lucifero. Comunque, usa la sua magia soltanto per far cadere tutti gli uomini ai suoi piedi. Possiede uno specchio magico, che contempla per sapere della sua bellezza e dalla sua magia. Un giorno, però, lo specchio le riferisce che l'unico uomo che non potrà mai conquistare è proprio il famoso ladro Kaito Kid. Conosce la sua vera identità: infatti, il giorno della festa di san Valentino, ha visto che è proprio Kaito Kuroba a non essere innamorato di lei. Così fa di tutto per conquistare anche il protagonista, senza però riuscirvi. Una strega, appena versa lacrime per un mortale, perde la sua forza magica.
Nel capitolo Quella strega di Akako contenuto nel terzo volume, Saguru Hakuba, trasferitosi due capitoli prima, si chiede come abbia fatto a non notare che nella sua classe c'è una ragazza tanto affascinante come lei.
Nel nono special televisivo, viene facilmente sconfitta da Spider, il quale le fa vivere l'incubo della caccia alle streghe per manovrarla e farle uccidere Kaito Kid, ma per fortuna viene salvata da quest'ultimo.
Il nome in giapponese significa "bambina rossa", in contrapposizione con Aoko, che invece significa "bambina blu".
A differenza di altri personaggi della serie, non compare mai nel manga di Detective Conan, dato che è una storia dai toni più realistici rispetto a Kaito Kid. In compenso compare nel primo oav, quando è travestita da un'anziana chiromante e ha come clienti i Detective Boys. Benché l'oav sia tratto, con molte modifiche, dal Capitolo speciale: Yaiba contro Kaito, il quinto del terzo volume di Kaito Kid, Akako non compare nel capitolo del manga, e la scena in cui appare è stata aggiunta nell'oav; l'intera storia si rivela comunque essere un sogno del protagonista. È comparsa inoltre nella prima parte dell'episodio speciale 219 (235 secondo la numerazione italiana) della serie televisiva animata, tratto anch'esso dal manga Kaito Kid, e precisamente dai capitoli Black Star, terzo e quarto del quarto volume. Quest'ultima è la sua prima apparizione in un anime doppiato in italiano, e nella versione italiana è stata rinominata "Beniko".

### Saguru Hakuba
Saguru Hakuba (白馬 探?, Hakuba Saguru) (17 anni) è un ragazzo detective. Figlio unico del questore Hakuba, il capo di tutta la polizia metropolitana di Tokyo, appena tornato dagli studi in Inghilterra si dà alla caccia a Kaito Kid, che sospetta essere Kaito. Ha l'aria di credersi più bravo di Nakamori e degli altri che hanno dato la caccia a Kid. Compare anche in Detective Conan.

### Keiko Momoi
Doppiata in giapponese da Yukiko Iwai (Detective Conan episodio 219), Ai Kayano (Magic Kaito), Atsumi Tanezaki (Magic Kaito 1412), e in italiano da Donatella Fanfani (Detective Conan), Martina Felli (Magic Kaito 1412).
Keiko Momoi (桃井 恵子?, Momoi Keiko) (17 anni) è una compagna di classe di Kaito e Aoko, ed è molto amica di quest'ultima. È una fan accanita di Kaito Kid, ma non lo ammette davanti ad Aoko. Non compare mai nel manga di Detective Conan, ma compare più volte in Yaiba, altro manga di Gōshō Aoyama, in cui è amica di Sayaka Mine, che frequenta la stessa scuola. In entrambi i manga Keiko e l'altra sua amica, di cui non si conosce il nome, sono molto interessate al presunto amore tra Kaito e Aoko.

### Toichi Kuroba
Doppiato in giapponese da Shūichi Ikeda, e in italiano da Paolo Sesana (Detective Conan), Lorenzo Scattorin (Magic Kaito 1412).
Toichi Kuroba (黒羽 盗一?, Kuroba Tōichi) è il defunto padre di Kaito. Era un famoso prestigiatore ed insegnò i suoi trucchi al figlio. Dietro la sua identità si celava, infatti, il ladro Kaito Kid. Il suo insegnante di magia era James Hopper, il più grande mago d'Inghilterra. Otto anni prima, durante il suo spettacolo La grande evasione di Toichi Kuroba, è stato ucciso con un'esplosione da Snake, membro di una misteriosa organizzazione criminale, per essersi interessato ad una pietra che volevano rubare, in quanto poteva essere Pandora, la pietra che dona l'immortalità. Il suo assassino lo ha fatto apparire come un incidente durante uno dei suoi spettacoli di magia.
Nel caso del Midnight Crown (volume 5, capitoli 3-5, ep. 23-24 di Magic Kaito 1412) viene introdotto un misterioso ladro di Las Vegas chiamato Kaito Corbeau, il quale indossa una versione nera dell'abito di Kid e si presenta al giovane mago come un "discepolo" di Toichi Kuroba, che vuole anche lui vendicare. Il suo volto e voce sono identici a quelli di Toichi, ma afferma di apparire volutamente con le sue sembianze davanti a Kaito.
Compare anche due volte nel manga Detective Conan: viene per la prima volta menzionato da un sospettato, ma solo nell'anime si vede il suo aspetto anche in questa occasione, in quanto compare in un'immagine ferma; si scopre poi che è lui ad aver insegnato molti trucchi di travestimento a Yukiko Fujimine e Sharon Vineyard, e lo si vede in una vignetta del manga e in un'altra immagine dell'anime. Infine compare in un flashback quando si scopre che Yusaku Kudo gli dava la caccia e gli ha dato il nome di "Kid", perché era conosciuto come Kaito 1412 (Ladro 1412 nella versione italiana), e lui lesse questo numero come "Kid". Toichi aveva lanciato una sfida a Yusaku e pare che quest'ultimo conoscesse la sua identità, in quanto gli ha mandato una risposta tramite sua moglie Yukiko, mentre lei credeva che fosse la risposta ad una lettera inviata da un amico di Toichi, fan di Yusaku.
Nel terzo film di Detective Conan e nel nono special televisivo di Kaito Kid, quindi  storie non scritte da Gōshō Aoyama e quindi non canoniche alle trame di Kaito Kid e di Detective Conan, la seconda squadra investigativa della polizia metropolitana di Tokyo ha stilato un rapporto completo dei crimini da lui compiuti nei dieci anni della sua carriera di ladro: 134 casi di furto, di cui 15 sono d'oltremare, includendo America, Francia, Germania e altri dodici Paesi; complessivamente 152 gemme sono state rubate, per un valore netto di 3,872,500,000 yen.
Viene chiamato "Toichi Kurobane" nella versione italiana degli episodi 132 (142 secondo la numerazione italiana) e 219 (235 secondo la numerazione italiana) dell'anime Detective Conan, il secondo dei quali tratto dal manga Kaito Kid, mentre nella versione italiana dell'episodio 473 (513 secondo la numerazione italiana) il nome non viene mai pronunciato, contrariamente alla versione originale. Il cognome corretto è stato pronunciato solo nella versione italiana di Magic Kaito 1412. In entrambi i manga, viene solo menzionato o mostrato nei flashback, dato che, all'inizio della storia dovrebbe essere già morto da otto anni.
Nel ventisettesimo film di Detective Conan viene finalmente rivelato che è ancora vivo ed è appunto Kaito Corbeau. Si scopre anche che è il fratello gemello maggiore di Yusaku Kudo. Siccome i loro genitori divorziarono quando erano piccoli, la madre prese Yusaku con sé usando il suo cognome da nubile, mentre Toichi andò a vivere con il padre mantenendo il loro vero cognome.

### Chikage Kuroba
Doppiata in giapponese da Michie Tomizawa, e in italiano da Jenny De Cesarei.
Chikage Kuroba (黒羽 千影?, Kuroba Chikage) è la madre di Kaito. Ha un ruolo molto marginale, finché non viene citata nel file 4 del volume 70 di Detective Conan (episodio 628 dell'anime), in cui, da una frase di Kaito, si intuisce che sua madre era la ladra conosciuta come Phantom Lady. Ricompare quindi nei capitoli di Kaito Kid del 2011, in cui si narra il suo primo incontro con Toichi, avvenuto a Parigi diciotto anni prima. Alla fine del capitolo Midnight Crown è implicito che sia la complice di Kaito Corbeau, in quanto conosce un dettaglio di una rapina del figlio che solo Corbeau sa. 

## Antagonisti principali

### Snake
Doppiato in giapponese da Kōji Ishii (Detective Conan), Hōchū Ōtsuka (Magic Kaito), Jūrōta Kosugi (Magic Kaito 1412), e in italiano da Alessandro Maria D'Errico (Magic Kaito 1412 ep. 2, 1° doppiaggio) e Claudio Moneta (Magic Kaito 1412 ep. 2 ridoppiaggio, ep. 14-24).
Snake (スネーク?, Sunēku), il cui vero nome è sconosciuto, è l'antagonista principale della serie e quello che compare più spesso fra i membri della misteriosa organizzazione.
Rivela di essere colui che, otto anni prima della storia principale, uccise Toichi Kuroba, facendolo apparire come un incidente durante uno dei suoi spettacoli di magia. Come da ordine, è alla ricerca di Pandora, la pietra che si dice doni l'immortalità. Incontra il nuovo Kaito Kid nel capitolo Blue Birthday del terzo volume: siccome da questo momento in poi anche Kaito Kuroba è alla ricerca della pietra, intende ucciderlo una volta per tutte, per impedirgli di rovinare i suoi piani. Pensa che l'attuale Kaito Kid sia Toichi Kuroba, in qualche modo sfuggito alla morte. A causa dei suoi continui fallimenti con Kaito Kid, non di rado finisce per essere ripreso più volte dai suoi superiori.
Molto aggressivo e abile con le pistole, è spesso sostenuto da un drappello di subalterni. Possiede anche capacità di resistenza superiore alla media e lunga durata, come subisce molti gravi ferite nelle sue battaglie contro Kaito Kid, senza alcun danno durevole: una volta la collisione con un tunnel, mentre è in cima a un treno ad alta velocità. Indossa sempre un cappotto e un cappello di feltro scuro, ed è facilmente identificabile per i suoi grandi baffi a ferro di cavallo.

### Capo
Il capo dell'organizzazione, la cui vera identità è ancora avvolta nel mistero, è stato citato, alla prima comparsa di Snake, come ano okata (あのお方? lett. "quel signore" o "quella signora", tradotto erroneamente come "il mio acquirente" nella versione italiana), poi nello stesso capitolo da Kaito Kid come "eminenza grigia" (黒幕?, kuromaku).
Nel quinto e nel settimo special animato appare seduto ad una scrivania in un ufficio con vista panoramica, ma non viene mostrato, in quanto coperto dallo schienale della sedia, e comunica via internet con Snake, Spider e il suo vice: ascolta questi ultimi, che parlano in giapponese in videoconferenza, ma risponde solo scrivendo in inglese. Nel settimo special, inoltre, si riesce a vedere solo la sua mano sinistra, infilata in un guanto bianco, mentre sta per premere i pulsanti sulla tastiera del computer. Comunque, questi indizi sono opera degli autori dell'anime e sono completamente assenti nel manga.
È molto spietato, tanto da ordinare ai suoi subordinati di uccidere chiunque cerchi di ostacolarlo nella ricerca del gioiello, primo fra tutti Kaito Kid.

### Vice capo
Doppiato in giapponese da Shōzō Iizuka (Magic Kaito), Kinryū Arimoto (Magic Kaito 1412) e in italiano da Mario Zucca (Magic Kaito 1412).
Il vice capo dell'organizzazione, il cui nome è sconosciuto, appare nel capitolo Blue Birthday del terzo volume e nel quinto special, in cui Kaito Kid apprende dell'esistenza dell'organizzazione.
Superiore di Snake e del suo gruppo di subalterni, è un uomo piuttosto grasso, calvo e con i baffi. È l'uomo più vicino al capo dell'organizzazione e gli agenti di basso livello lo chiamano "capo" (ボス?, bosu, boss). Il suo covo è proprio la sua villa, un vecchio palazzo in stile giapponese ai margini della città. È lui a informare Snake, e involontariamente anche Kaito Kid, del modo in cui si può ottenere l'immortalità tramite Pandora. Comanda ai suoi subalterni di uccidere Kaito Kid. Nell'anima special lo si vede comunicare direttamente via internet con il capo dell'organizzazione per scusarsi del suo fallimento con Kaito Kid: il capo gli ordina allora di contattare Spider.
In seguito, si sente tre volte la sua voce mentre parla al cellulare con Snake. In Magic Kaito 1412 usa un modulatore vocale, mentre nel manga non è stato ancora rivelato.

## Personaggi minori

### Konno
Doppiato in giapponese da Yasunori Matsumoto (Detective Conan film 8), Kazuhiro Nakaya (Magic Kaito), e in italiano da ?.
Konno (紺野?) è un agente (刑事?, keiji, termine che indica i tre gradi più bassi della polizia giapponese) della seconda squadra investigativa della polizia metropolitana di Tokyo e l'assistente dell'ispettore Nakamori. Il nome di battesimo è sconosciuto. Compare la prima volta nei due capitoli intitolati Black Star del volume 4 (episodio speciale 219 dell'anime Detective Conan, 236 secondo la numerazione italiana) e ricompare nel capitolo Midnight Crow (2ª parte). Appare anche in tutti gli special televisivi tranne il terzo, il quinto e il sesto, e nel primo e nel sesto episodio di Magic Kaito 1412. In Detective Conan, oltre alla comparsa nel sopraccitato episodio tratto dal manga Kaito Kid, compare nell'ottavo, nel quattordicesimo e nel diciannovesimo film, nell'episodio speciale 356 (386-387 secondo la numerazione italiana, ma non nel manga) e nel primo e nel sesto oav.
Alla sua prima comparsa, quando Nakamori non è ancora nella seconda squadra investigativa, lavora già con lui al posto di polizia di Minato, ma la squadra non viene specificata: l'ispettore sarà comunque trasferito tre capitoli dopo. Kaito Kid si traveste da lui nel decimo special, ma non nel manga.

### Hakuba
Doppiato in giapponese da Takashi Nagasako (Magic Kaito), Nobuaki Fukuda (Magic Kaito 1412).
Hakuba (白馬?, Hakuba), il cui nome di battesimo è sconosciuto, è il padre di Saguru Hakuba e il capo di tutta la polizia metropolitana di Tokyo, con il secondo grado più alto della polizia giapponese, keishi-sōkan (警視総監?), tradotto come "questore" nella versione italiana dei manga Kaito Kid e Detective Conan e della serie Magic Kaito 1412, impropriamente come "sovrintendente" (nonostante il sovrintendente sia un grado  molto inferiore nella polizia italiana), "funzionario di polizia" e "capo della polizia di Tokyo" in quella dell'anime Detective Conan e come "sovrintendente generale" in quella dello spin-off The Culprit Hanzawa. I kanji che formano il cognome significano letteralmente "cavallo bianco", usato appunto come sigillo della sua famiglia.
Compare di fatto solo una volta nel volume 3 del manga Kaito Kid (nel secondo capitolo intitolato L'arrivo di un celebre investigatore, settimo special televisivo e quarto episodio di Magic Kaito 1412), quando presenta suo figlio a Nakamori in vista del prossimo colpo di Kaito Kid. Ha capelli e baffi neri (marrone chiaro nello special e nell'episodio), è grasso e tiene sempre gli occhi chiusi. Il figlio non gli somiglia poi tanto, in particolare per i capelli chiari. Indossa l'uniforme della polizia. Ha sempre ritenuto Nakamori un bravo ispettore, così gli chiede il favore di occuparsi di suo figlio. Secondo lui, recentemente le lodi dei giornalisti hanno montato la testa a Saguru e vuole che Nakamori gli insegni quanto è duro il vero lavoro.
In seguito, viene solo menzionato dal figlio una volta nel manga Detective Conan e due volte in più nell'anime. Nel capitolo Midnight Crow (1ª parte) di Kaito Kid (episodio 23 di Magic Kaito 1412), suo figlio dice solo che, oltre all'avviso di furto da parte di Kaito Kid due giorni prima, quella mattina il padre ha ricevuto di persona pure quello da parte di Kaitō Korbeau, il famoso ladro nero giunto a Tokyo da Las Vegas. Viene anche menzionato dall'agente Konno nell'episodio 12 di Magic Kaito 1412.
Ha un fratello minore, che è il proprietario del "Laboratorio Hakuba", un noto istituto di ricerche nella periferia di Ekoda. Nel sesto film di Detective Conan appare Toshio Moroboshi, il suo vice  (警視副総監?, keishi-fuku-sōkan, "fuku" significa appunto "vice", tradotto impropriamente come "vice sovrintendente" nella versione italiana) a capo di tutta la polizia metropolitana, un po' più vecchio di lui, essendo infatti il nonno paterno di un ragazzino di dodici anni. Ha parlato spesso a suo figlio di Heiji Hattori, il figlio del capoquestore di Osaka Heizo Hattori, che ritiene un detective capace di brillanti intuizioni. Sette anni prima, il suo grado era detenuto da Rokuro Momota.

### Amica di Keiko
Una ragazza di cui non si conosce il nome, amica di Keiko Momoi, compare nel capitolo Blue Birthday del terzo volume e nel quinto e sesto special televisivo. Appare anche più volte in Yaiba, altro manga di Gōshō Aoyama, in cui è amica di Sayaka Mine, la protagonista femminile, che frequenta la stessa scuola di Keiko e dell'amica. In entrambe le serie, sia lei che Keiko sono molto interessate al presunto amore tra Kaito e Aoko.

### Shinichi Kudo
Doppiato in giapponese da Kappei Yamaguchi, e in italiano da Davide Garbolino.
Shinichi Kudo (工藤 新一?, Kudō Shin'ichi) (17 anni) compare nei capitoli intitolati Black Star del quarto volume. È un ragazzo che si trova su un elicottero, insieme a Megure, cercando di catturare Kid, mentre Nakamori si trova sulla torre di un campanile. Non è altro che colui che si trasformerà nel piccolo Conan Edogawa, il protagonista di Detective Conan: quest'ultimo manga era infatti già iniziato quando Shinichi compare in Kaito Kid.

### Juzo Megure
Doppiato in giapponese da Chafūrin, e in italiano da Riccardo Rovatti.
Juzo Megure (目暮 十三?, Megure Jūzō) è l'ispettore (警部?, keibu) della polizia di Tokyo che si trova sull'elicottero insieme a Shinichi, anch'egli personaggio di Detective Conan.

### Shintaro Chaki
Doppiato in giapponese da Nobuo Tanaka, e in italiano da Giovanni Battezzato (Detective Conan episodi 78-79), Cesare Rasini (Detective Conan film 3 ed episodio 776, Magic Kaito 1412), Francesco Orlando (Detective Conan episodio 589), Lorenzo Scattorin (Detective Conan episodio 678).
Shintaro Chaki (茶木 神太郎?, Chaki Shintarō) (49 anni) è il superiore dell'ispettore Nakamori in polizia e compare solo nel capitolo Dark Knight (1ª parte), dopo che era stato introdotto in Detective Conan, in cui invece compare più volte; in tale capitolo è anche menzionata per la prima volta la seconda squadra investigativa in Kaito Kid. In Detective Conan è il capo della seconda squadra investigativa (捜査 二課?, sōsa nika) della questura di Tokyo, con il grado di commissario (警視?, keishi, menzionato anche in Kaito Kid) e, alla sua prima comparsa, afferma che Nakamori è stato trasferito nella sua squadra una settimana prima; dato che Dark Knight si trova dopo Black Star, in cui Kaito dice che sta per compiere il furto della sua prima comparsa in Detective Conan, in Dark Knight Nakamori è già stato trasferito lì. Nel capitolo Phantom Lady (1ª parte), così come nel nono episodio di Magic Kaito 1412 da esso tratto, viene citato Chaki, anche se non compare.

### Erika Konno
Doppiata in giapponese da Naomi Shindō (Magic Kaito), Satsuki Yukino (Magic Kaito 1412).
Erika Konno (紺野エリカ?, Kon'no Erika) è l'insegnante della classe 2-B del liceo Ekoda. La sua classe viene spesso interrotta dalle buffonate di Kaito. Il nome viene rivelato solo in Magic Kaito 1412.